# Сінкевич Іван Хризостом
Іван Хризостом Сінкевич (27 вересня 1814, Військо — 29 червня 1889) — український греко-католицький священник, композитор, хоровий диригент, пропаґатор хорового співу в Галичині й на Буковині.

## Біографія
Іван Хризостом Сінкевич народився 27 вересня 1814 року в селі Гуйско (Військо) біля Перемишля (зараз — село Нові Сади у Польщі)в родині греко-католицького священника. 
1824 року став учнем 4-го класу нормальної школи у Перемишлі. 1828 року з ініціативи єпископа Івана Снігурського створено хор при катедральному соборі Перемишля, в якому почали співати обдаровані хлопчики-співаки, серед яких Іван Хризостом Сінкевич та Михайло Вербицький. Цього ж року організовано і музичну школу, яка готувала співаків для хору, а також хористи вивчали теорію музики, вчилися грі на різних інструментах. Тут хористи опановували твори Д. Бортнянського, а також В. А. Моцарта, М. Гайдна, Б. Ґалуппі. Ця школа стала центром музичного життя Перемишля. Через епідемію холери закінчує ґімназію в Чернівцях, де організовує хор у греко-католицькій церкві, щоби витягнути українську інтеліґенцію з костелів до цієї церкви.Серед інших учасників хору був і молодий Антон Кохановський, майбутній бурґомістр Чернівців, депутат і маршалок крайового сейму, депутат австрійського парламенту. В Чернівцях Сінкевич пише два хорові твори на слова Юліяна Скопчинського: «Śpiesznym krokiem tu przybywamy» i «Zyj w szcześciu i spokoju». 
1835 року вступає до греко-католицької семінарії у Львові. Тут береться до навчання семінаристів співу з нот, впроваджуючи до репертуару між іншим твори Бортнянського, хоча і зустрів сильний спротив з боку ректора та й самих семінаристів. В цей час пише два твори для хору «Прийдіте поклонімся» і «Кресту Твоєму поклоняємся Владико».
1839 року, завершивши навчання у семінарії, І. Х. Сінкевич одружився і був висвячений на священника. Працював на душпастирській ниві в різних селах – Радохінцях Нижанківського деканату Мостиського повіту, Гусакові Мостиського деканату Мостиського повіту, а найдовше – з 1843 по 1883 рік – у селі Люби́ні Яворівського деканату Яворівського повіту, де народилися всі його діти — Сини Кипріян, Анатоль, Орест та донька Марія. Своїм синам батько дав добру освіту, вони закінчили семінарію та всі свого часу були висвячені на священників, обійнявши парафії у різних селах. Від батька вдома вони одержали хорошу підготовку з теорії музики, навчилися грі на гітарі, фортепіано. Музика супроводжувала їх і під час навчання у ґімназії та семінарії.Найбільш музично обдарованим виявився Орест.
1888 року Іван Хризостом Сінкевич пише літературний твір «Начало нотного пінія в Галицкой Руси (Воспоминанія старого священника)», який того ж року був видрукуваний у часописі «Бесіда» (чч.1 – 6), де великий розділ присвячує своєму товаришеві, видатному галицькому композиторові о. М. Вербицькому. Останні 6 років життя І. Х. Сінкевич був парохом у селі Тустановичі коло Борислава (тепер це мікрорайон Борислава). Тут помер 29 червня 1889 року  і похований разом з дружиною Людвикою (з Левицьких)на цвинтарі біля церкви святого Миколая.